# Újgyőri főtér
Az Újgyőri főtér Miskolc egyik közterülete, az Andrássy Gyula utca (2505-ös út) és a Vasgyári út találkozásánál lévő tér, fontos közlekedési csomópont, körforgalommal. A Belváros (a történelmi Miskolc) és a történelmi Diósgyőr között fekvő Újdiósgyőr városrész központja.

## Története
Az Újgyőri főtér az 1950-es évek elejétől a rendszerváltásig a Marx tér nevet viselte. Fő területét Miskolc első körforgalma töltötte ki, a Marx Károly (ma Andrássy Gyula) utca és a Vasgyári út találkozásának forgalmát bonyolította le. Mint közlekedési csomópont, itt volt az 1-es és a 2-es villamos megállóhelye, egyben átszálló helye. Egy időben – amíg közlekedett – a 0-s és a 3-as villamos is megállt a téren. A tér közepén állt a „gomba”, egy fedett várakozó hely. A tér északi oldalán földszintes épületek álltak, amelyekben különböző boltok voltak (totózó, tejbolt, édességbolt, IBUSZ iroda, órás, kelet felé ruházati és élelmiszerbolt, gyógyszertár stb.). A délkeleti oldalon egy változó funkciójú épület állt, amely volt kerületi tanács, posta, valamint mellette egy földszintes zöldségüzlet. Lejjebb, kelet felé, a Marx Károly utca déli oldalán állt a Vasas Otthon. A Vasgyári út felé, a keleti oldalon, az első épület egy háztartási (iparcikk) bolt volt.
Az 1970-es évektől fokozatosan megújult a főtér, az északi oldalon az egyemeletes házakat lebontották, és a kialakult térségben az 1970-es évek közepén felépült a Vasas Művelődési Központ, majd a 80-as évek közepén a Bükk áruház nevű bevásárlóközpont, amelynek műszaki átadása 1987. decemberében megtörtént, 1988. első hónapjaiban pedig az üzletek is megnyitottak. Átadásakor az ország egyik legmodernebb üzletközpontja volt. A régi épületek helyén szintén 1987 körül négyemeletes panellakóházakat emeltek. Az 1980-as évek közepén a jelenlegi Bükk áruház előtt, a fóút mellett még állt az egyszintes üzletsor épülete, amikor a panelházak építése már folyamatban volt. A megszűnt művelődési házban 2021-ben egy szerszámközpont nyílt, a posta 2022-ben bezárt. A tér délnyugati részén megépítették az autóbusz-pályaudvart és épületeit, valamint a nyugati részen kialakították a két villamosmegállót. Az áruház és a művház előtti térségben több szobrot helyeztek el. Itt áll a Munkástrón és a Martinász nemesacél szobor, valamint a toboz alakú csurgó. 2023-ban a főtér közepén helyezték el a Kraitz Gusztáv tervezte kohászati emlékművet.

## Közlekedése
Az Újgyőri főteret érintő, illetve itt végállomással rendelkező járatok (2023. október 14.):
- Autóbusz: 1, 1G, 1É, 1VP, 901, 101B, 54, 6, 9, 16, 19, 21,21G 29, 39,53,68.
- Villamos: 1V, 1AV, 2V.

A megszűnt villamosjáratok közül korábban érintette a teret a 0-s villamos 1970 és 1989 között, majd a 2010-es években alkalmanként, valamint a 3-as villamos 1951–1991 között.

## Galéria

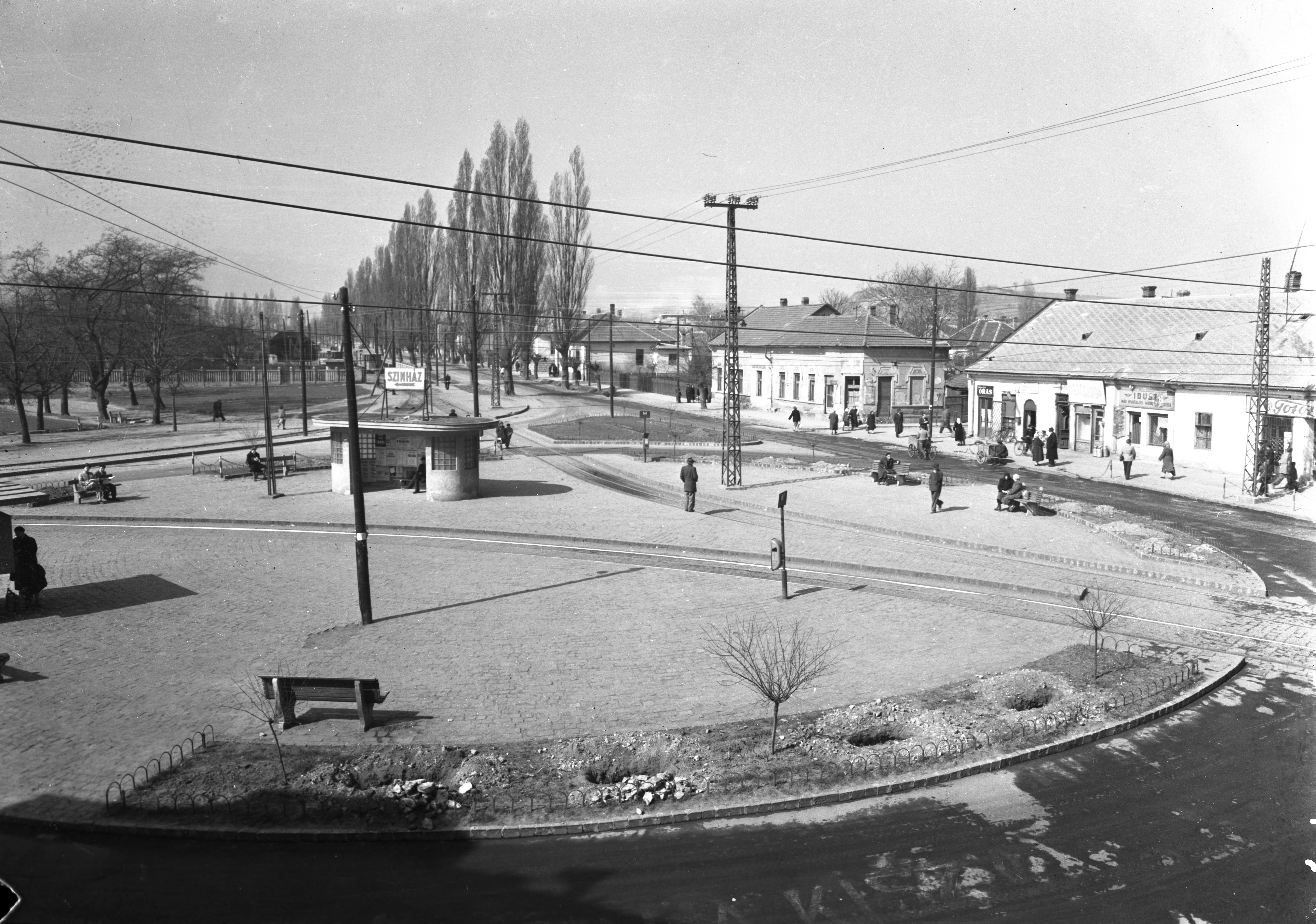
A Marx tér 1957-ben
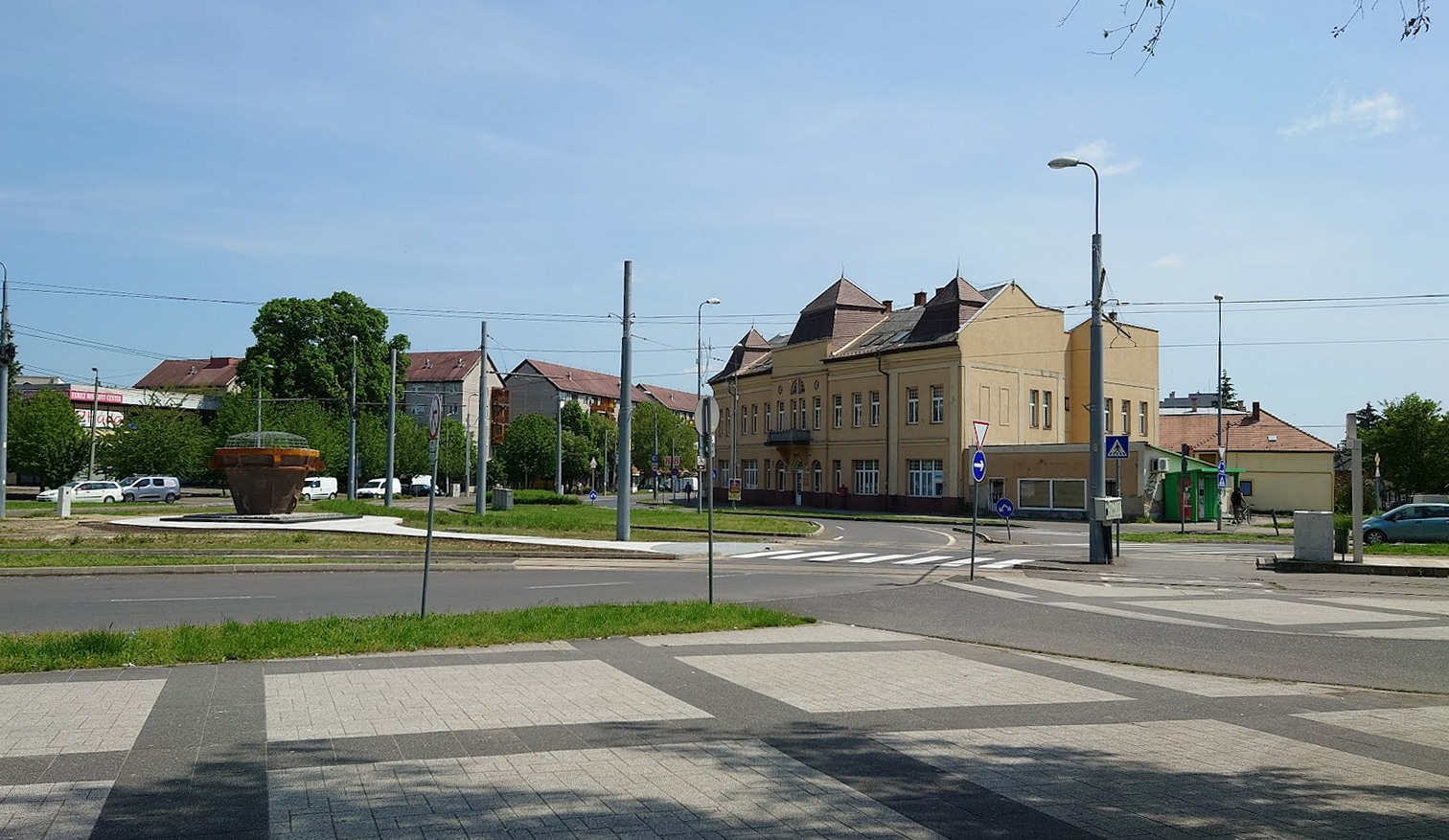
A főtér nyugati irányból
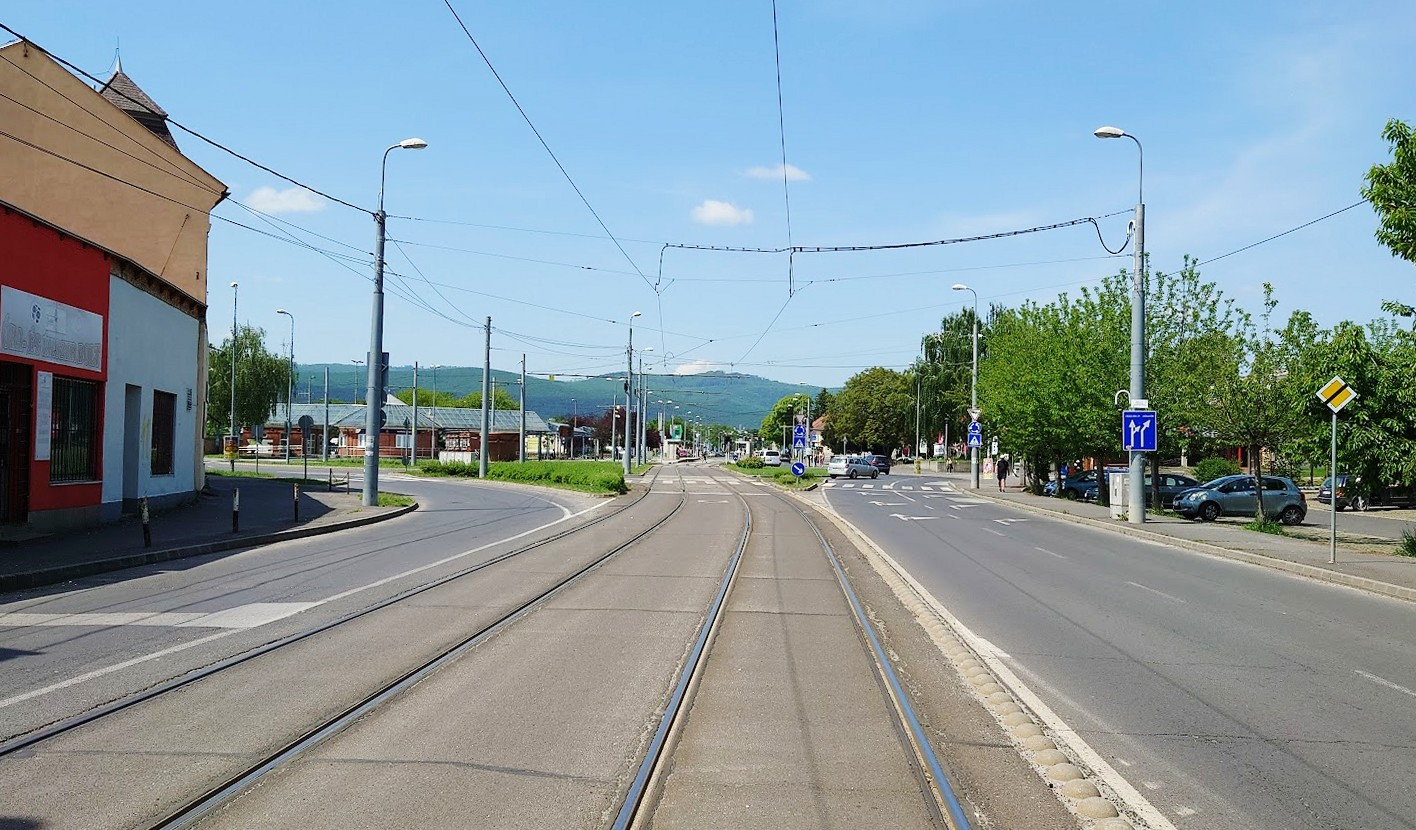
Keleti irányból
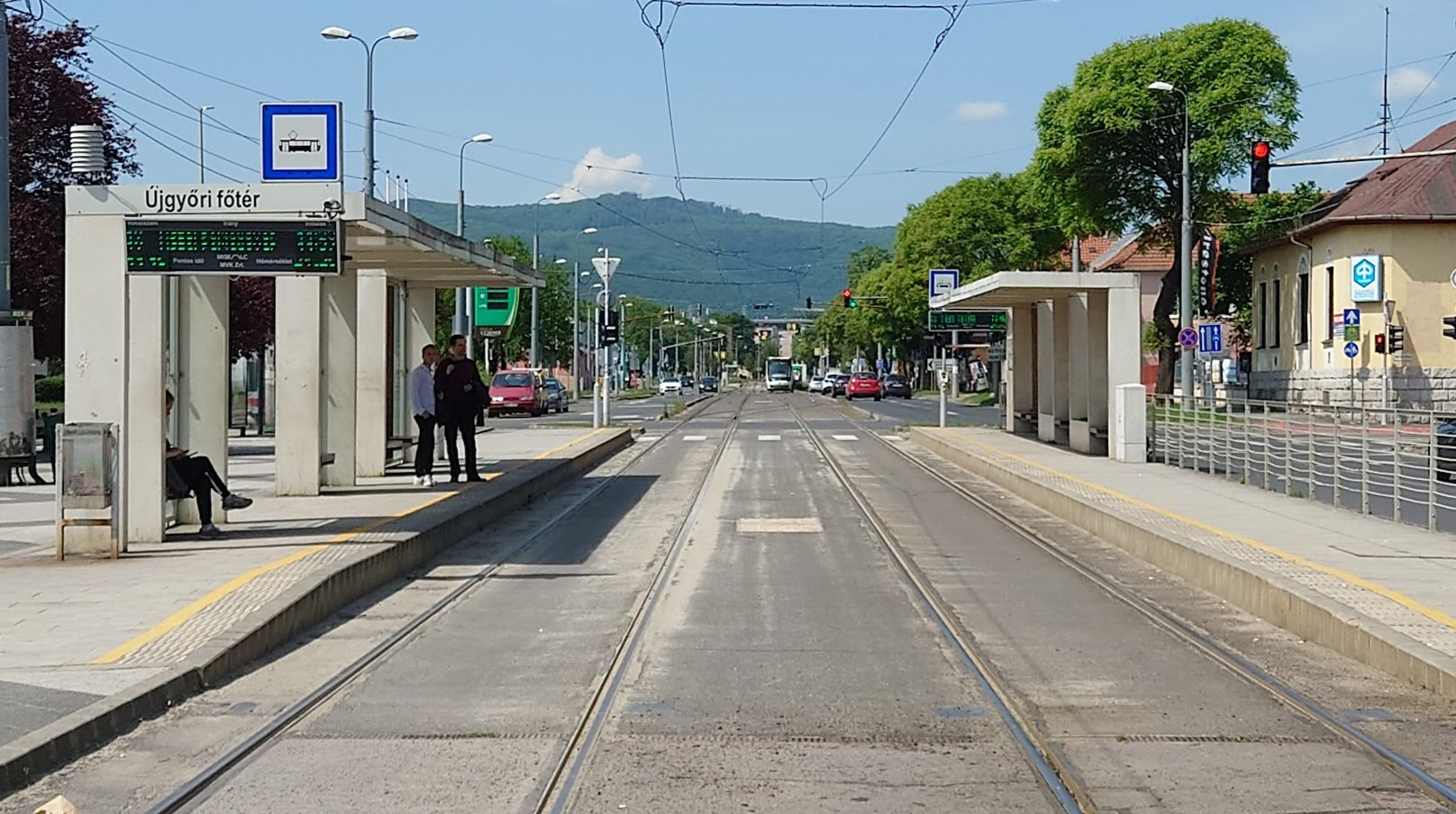
Villamosmegállók
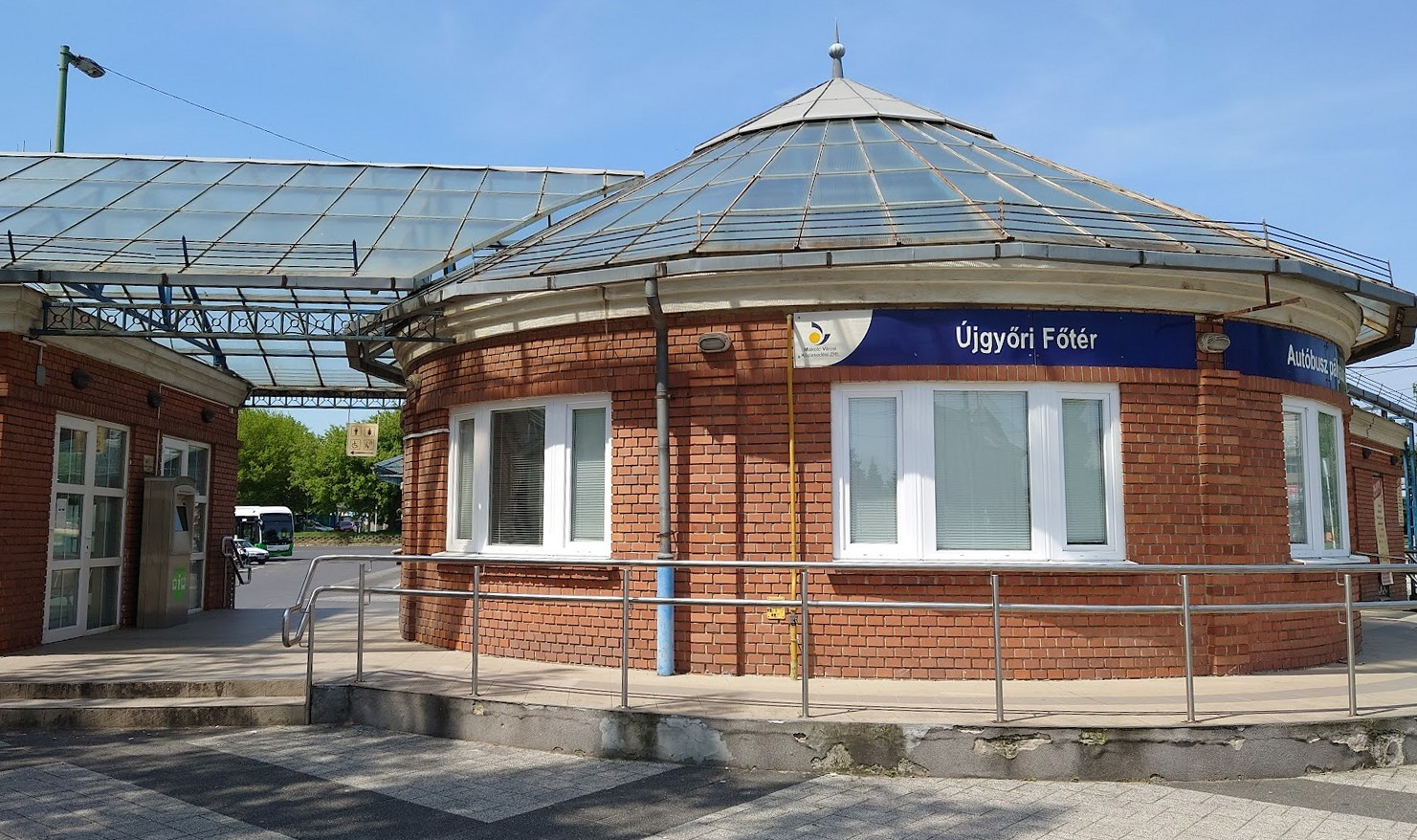
Buszpályaudvar
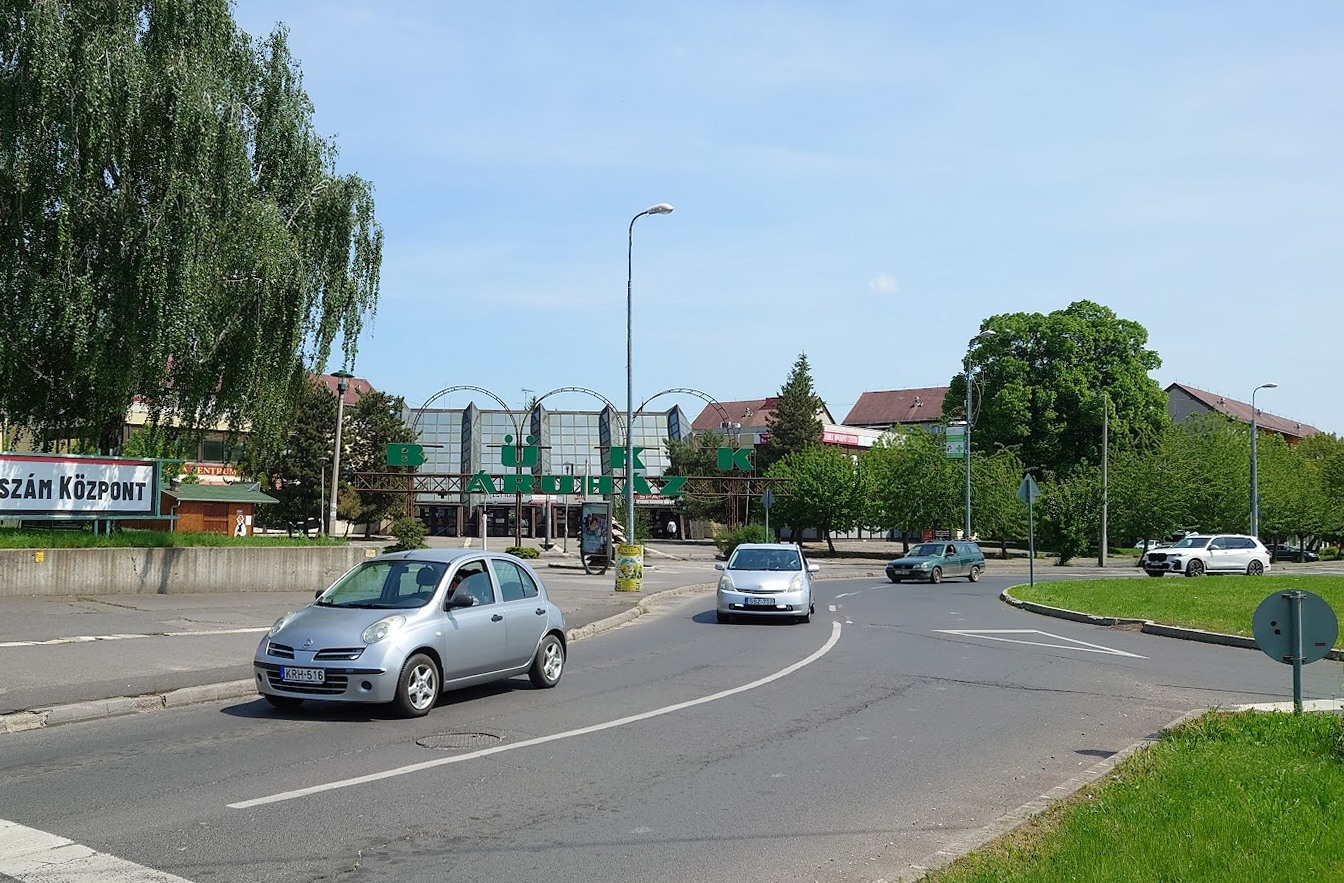
Bükk áruház a háttérben
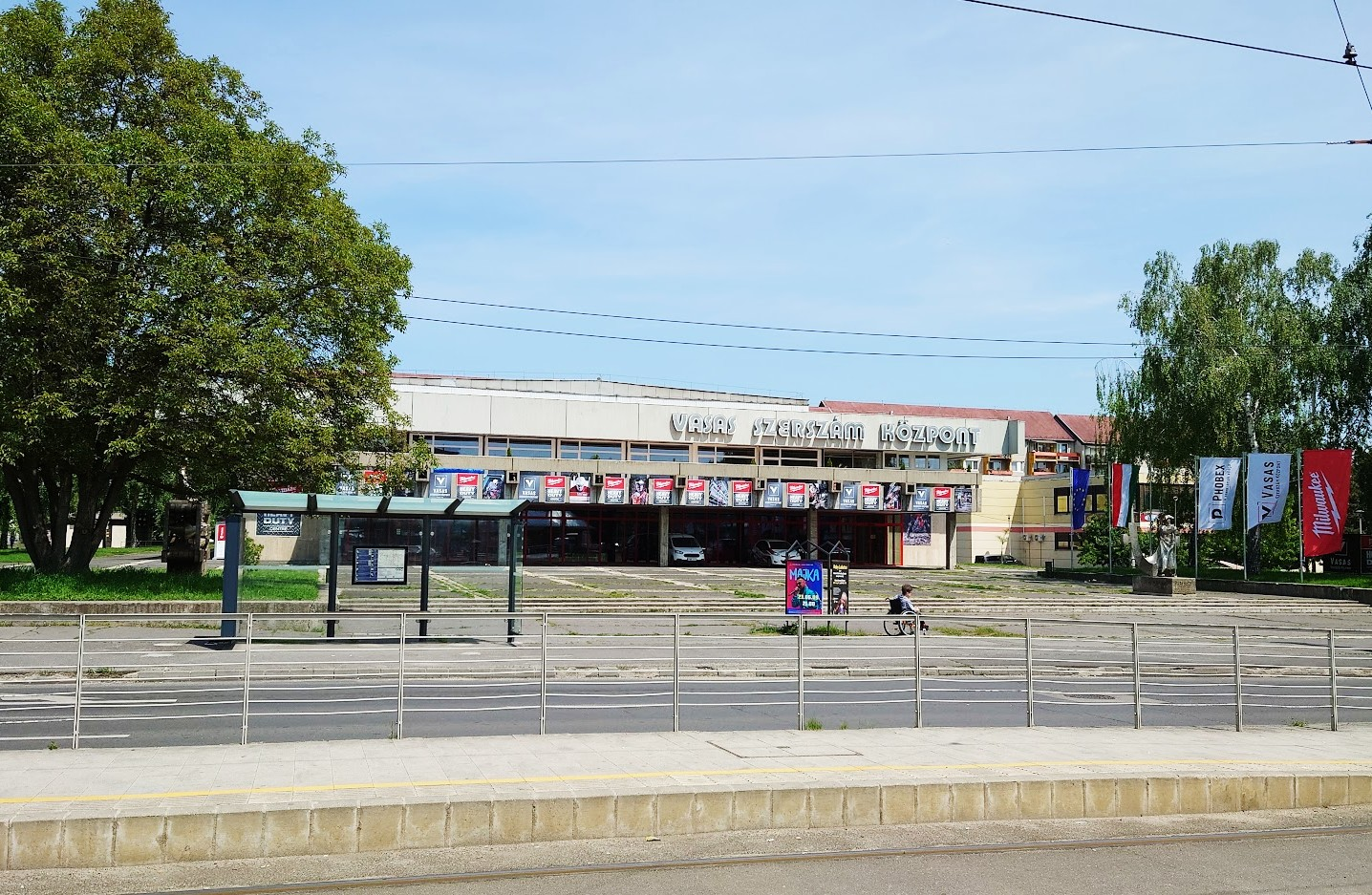
A Vasas Szerszámközpont
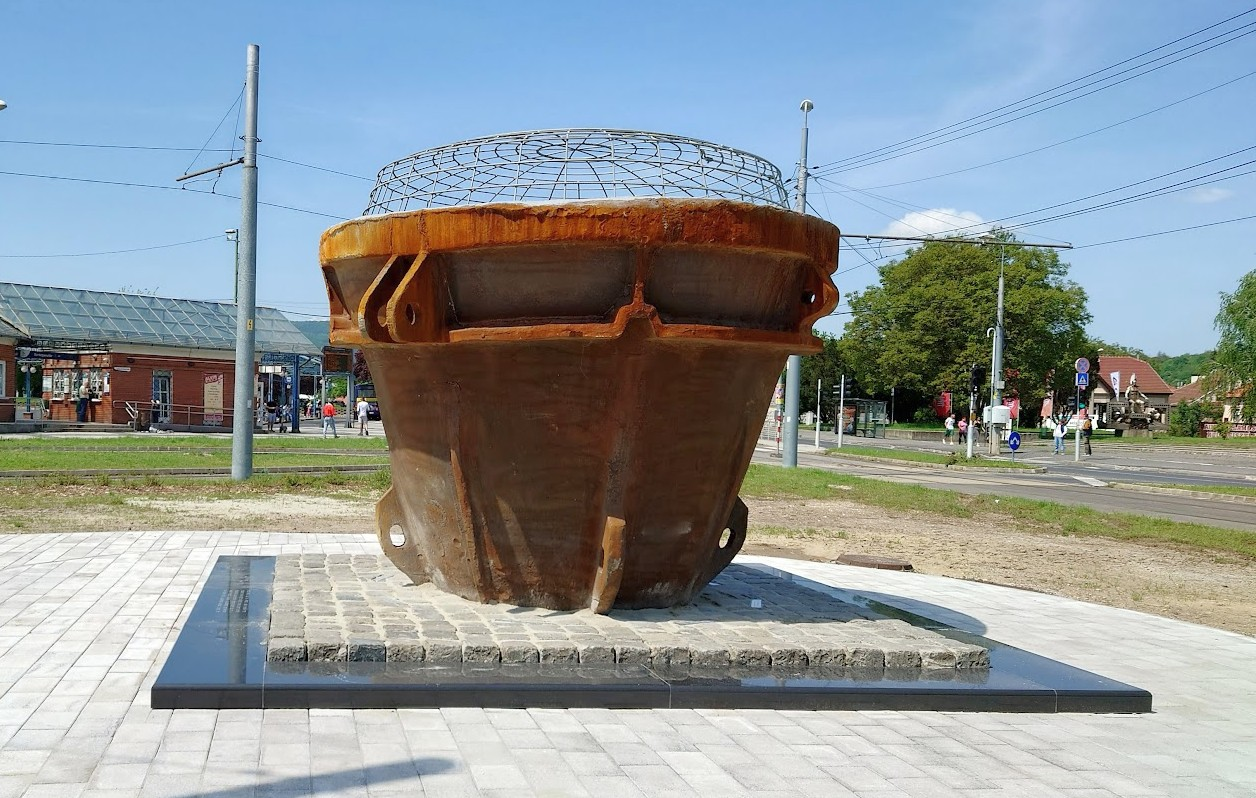
Kraitz Gusztáv: Kohászati emlékmű
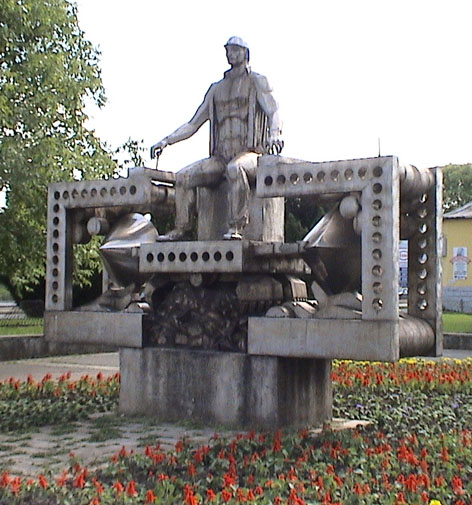
Kiss István: Munkástrón
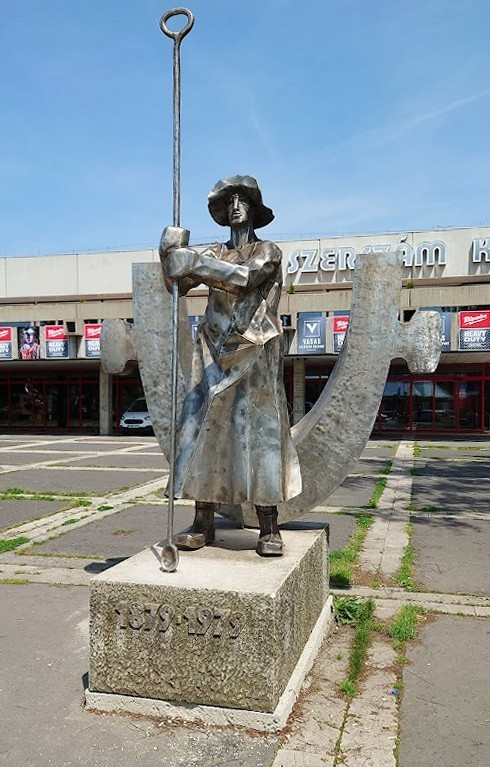
Cserenyei Kaltenbach István: Martinász
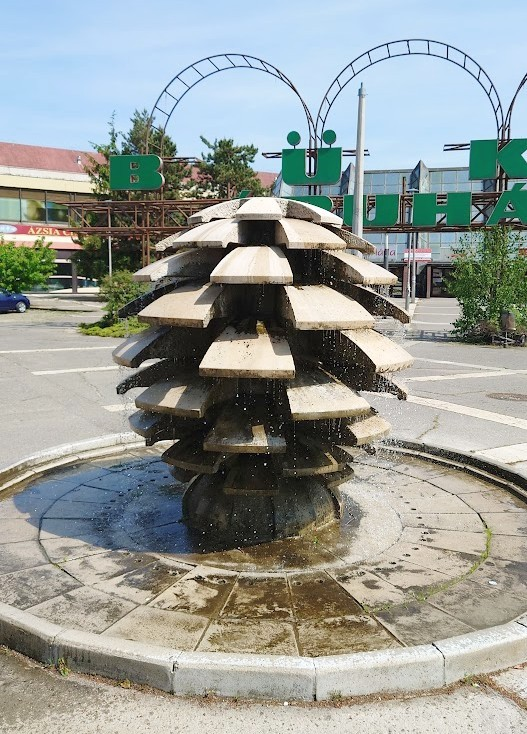
Toboz csurgó